# Acumulação digital

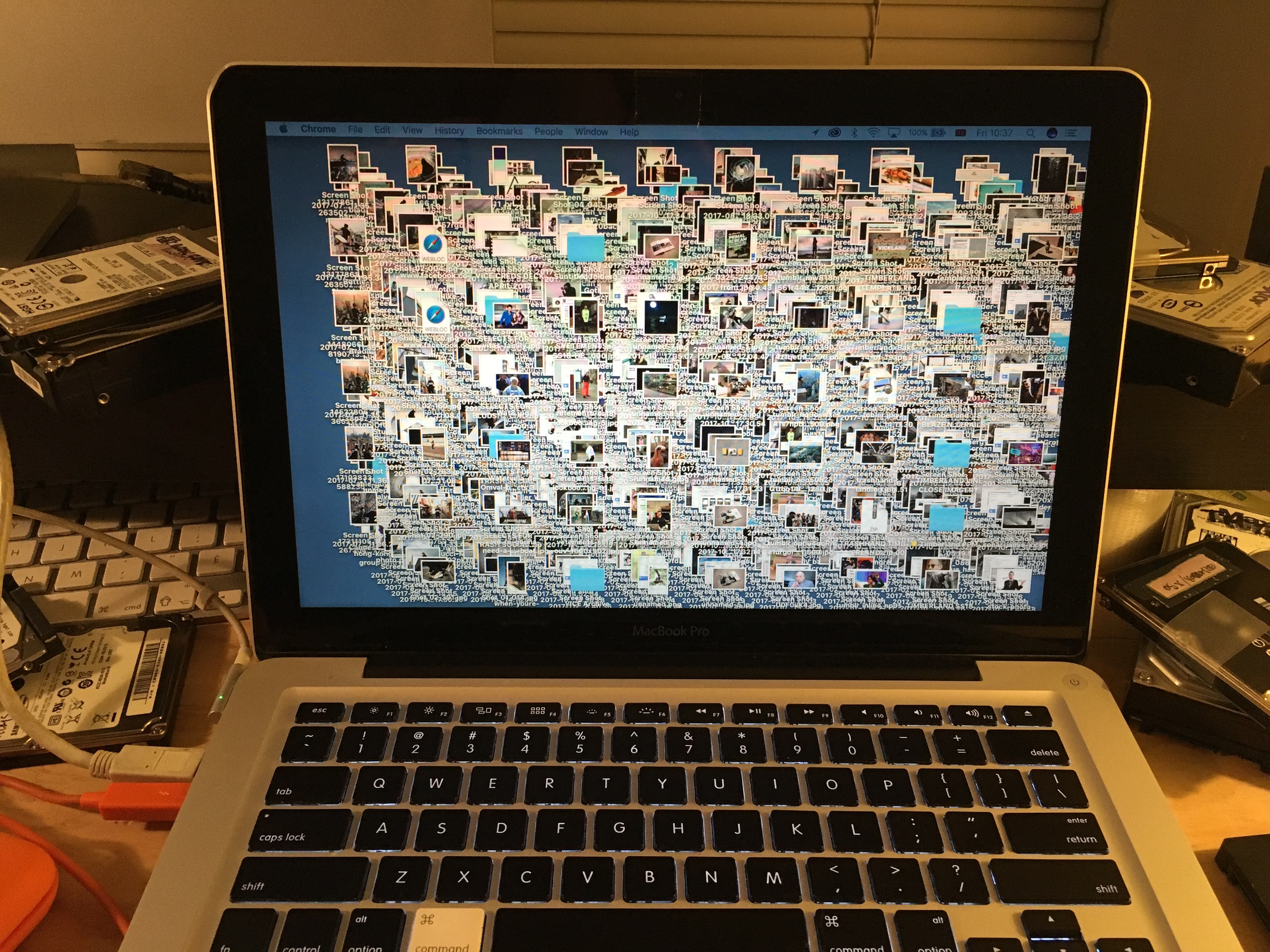
Uma área de trabalho de computador extremamente desorganizada, um exemplo comum de acumulação digital.

A acumulação digital (também conhecida como acúmulo de dados, acúmulo digital; do inglês data hoarding) é definida por pesquisadores como um subtipo do transtorno de acumulação, caracterizado pelo comportamento de coleta e armazenamento de dados digitais de forma excessiva levando os indivíduos acumuladores a sentimentos de estresse e desorganização.  A acumulação digital ocorre em ambientes nos quais as informações são armazenadas de forma digital. O termo ganhou popularidade em fóruns online e na mídia antes de receber atenção acadêmica. Pesquisas indicam que pode haver correlação entre comportamentos de acumulação física e digital, mas há carência de literatura sobre o tema na psicologia.
Vários estudos sugerem que os principais fatores que influenciam a acumulação digital estão ligados a questões e razões pessoais, incluindo a redução dos custos de armazenamento de dados, a falta de tempo dos indivíduos para organizar os dados acumulados, a percepção da longevidade dos dados e o apego emocional aos ativos digitais. Os estudos realizados para examinar o acúmulo digital são limitados em escopo, já que se trata de uma área emergente de estudo. Falta consenso entre os pesquisadores sobre se a acumulação digital deve ser tratada como uma condição passível de tratamento ou como uma atividade humana normal.
O termo acumulação de dados também é usado para descrever o arquivamento (não patológico) de grandes quantidades de dados que poderiam ser perdidos, como videogames e sites antigos.

## Influências comportamentais
Os estudos limitados publicados que focam no exame do comportamento de acumulação digital identificaram os seguintes fatores de influência como significativamente impactantes na decisão do indivíduo de acumular material digital:
- Algumas pessoas sentem ansiedade quando se deparam com a eliminação de itens digitais, especialmente se temem perder algo importante;[2]
- Muitos acumuladores digitais não sabem como organizar os conteúdos digitais ou não têm o hábito de fazê-lo, e não têm metodologia para determinar qual conteúdo vale a pena manter;[7][8]
- Criatividade, como o desejo de compartilhar ideias;[9]
- Percepções sobre a necessidade ou utilidade dos ativos digitais no futuro;
  - A percepção de que informações digitais serão necessárias no futuro;[2]
  - Incerteza sobre quais dados serão necessários no futuro;[8]
- Falta de motivação para dar manutenção ao conteúdo digital;[2]
- Falta de tempo;
  - Manter todos os arquivos digitais necessita menos tempo e esforço do que avaliá-los e excluí-los.[10][11]

Os pesquisadores citam os seguintes desenvolvimentos da tecnologia como tendo um papel na viabilização do aumento da acumulação de material digital:
- Existência de hardware e software para criação de conteúdo digital;[9]
- Aumento da capacidade de armazenamento digital.[12]

## Resultados das pesquisas
A crescente disponibilidade de materiais digitais coincide com o aumento das oportunidades para que as pessoas os acumulem. Van Bennekom et al. introduziram o termo "acumulação digital" na literatura científica em 2015, após lerem descrições do fenômeno publicadas na internet por pacientes e profissionais. Eles definem acumulação digital como "acúmulo de arquivos digitais a ponto da perda de perspectiva, o que acaba resultando em estresse e desorganização." Desde a publicação deste estudo de caso, várias tentativas foram feitas para estudar a acumulação digital. Em cada uma dessas publicações, são identificadas lacunas claras de conhecimento, citando a necessidade de mais pesquisas para compreender melhor a acumulação digital.
Sweeten et al. realizaram um dos primeiros projetos de pesquisa em 2018 focado na acumulação digital, examinando as características e os problemas potenciais associados a esse comportamento. Eles identificaram cinco barreiras para a exclusão de dados digitais: manter dados para o futuro/"por via das dúvidas"; manter dados como evidência; preguiça/consumo de tempo; apego emocional aos dados; e "não é meu servidor, não é problema meu". Além disso, eles identificaram quatro problemas associados ao acúmulo excessivo de dados: impacto na produtividade; efeitos no bem-estar psicológico; questões de cibersegurança; e vínculos com o acúmulo físico. Os participantes deste estudo frequentemente se surpreendiam com a quantidade de dados que acumulavam, mas ainda assim enfrentavam dificuldades ao discutir o descarte dessas informações. Este estudo sobre a acumulação digital foi limitado por uma amostra pequena de participantes e pela ausência de uma escala padronizada consensual para medir o grau do comportamento.
Vitale et al. publicaram outro projeto de pesquisa inicial em 2018, investigando as percepções sobre dados digitais em uma pequena amostra de indivíduos com diferentes origens. Esta pesquisa focou nos itens digitais que as pessoas mantinham por vários anos e nos critérios usados para determinar por que e como esses itens eram considerados dignos de serem salvos. Os pesquisadores usaram o acúmulo e o minimalismo como dois extremos para discutir o espectro de tendências descobertas durante as entrevistas, pois perceberam que essas tendências exigiam contexto para serem compreendidas e não se adequavam a uma categorização binária.
Além de chamar a atenção para as tendências de acúmulo, a pesquisa de Vitale et al. comparou e contrastou essas tendências na medida que se relacionam à construção da identidade. Dillon sugere que, dentro do espectro estabelecido por Vitale et al., com o acúmulo e o minimalismo como extremos, a maioria das interações humanas com objetos digitais e físicos se situa entre esses dois extremos.
Os estudos publicados sobre o acúmulo digital incluem participantes adultos, sem a participação de crianças. Um pesquisador, em busca de maneiras de aplicar o que se sabe sobre o acúmulo em adultos para identificar e tratar o comportamento de acúmulo exibido por crianças, sugeriu a necessidade de mais pesquisas sobre o comportamento de acúmulo digital entre crianças.

### Restrições
Os estudos existentes sobre a acumulação digital têm um foco limitado, geralmente centrando-se em determinar as diferenças e semelhanças entre os motivos das pessoas para acumular material digital em um ambiente de trabalho em comparação com um ambiente pessoal. Essa fronteira entre os espaços de informação de trabalho e pessoal está se tornando cada vez mais difícil de manter, o que levou alguns arquivistas a sugerirem que as informações de trabalho e pessoais poderiam se fundir em um sistema de registro pessoal. Outras limitações incluem grupos de pesquisa com amostras pequenas e a falta de métricas consensuais para medir plenamente os aspectos do comportamento de acúmulo digital.

## Locais comuns de acumulação

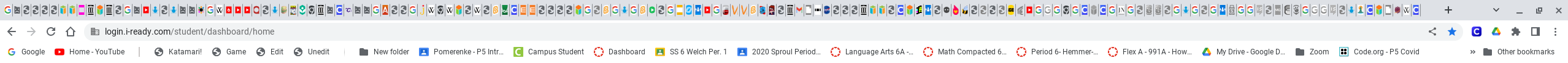
A barra de abas no Chromium de um acumulador de abas do navegador

O acúmulo digital ocorre em qualquer espaço eletrônico onde informações são armazenadas. Estas são áreas comuns onde pode existir "desordem digital":
- Abas do navegador
- Ícones excessivos na área de trabalho
- Fotografias digitais
- Documentos antigos
- Pastas de arquivos
- Caixas de entrada de email
- Favoritos do navegador que não existem mais
- Arquivos de música e filmes
- Software antigo que não é mais usado
- "Amigos" e "seguidores" em redes sociais/jogos online

Algumas plataformas de redes sociais também oferecem oportunidades para acumulação digital. No site de rede social Facebook, por exemplo, pode-se acumular um vasto número de “amigos”, chegando mesmo ao limite máximo de 5000, por exemplo, que podem ser apenas conhecidos,  contatos perdidos ou mesmo completos estranhos. Grupos e páginas também podem contribuir para a desorganização quando os usuários ingressam e gostam de novos, respectivamente, sem sair ou deixar de seguir aqueles nos quais não estão mais interessados.

## Motivações
A acumulação digital decorre de uma variedade de características e hábitos individuais, condições corporativas e tendências sociais:
- Muitas empresas dependem da comunicação por e-mail para tomada de decisões e aprovações formais, por isso os funcionários costumam ter o cuidado de guardar os emails de trabalho, caso sejam necessários para verificar uma decisão posteriormente.[19]
- Os dispositivos de armazenamento de dados se tornaram tão grandes e baratos que os indivíduos e as empresas muitas vezes não sentem necessidade de guardar dados de forma seletiva.[20][21]
- A ampla disponibilidade e rápida disseminação de conteúdo aberto na Internet torna mais fácil para os usuários obterem mídias digitais, que pode se acumular mais rapidamente do que nunca.[19]
- Como os arquivos não ocupam espaço físico, é menos provável que sejam percebidos como desordem e os utilizadores podem esquecer mais facilmente a extensão do que possuem.[19]
- Ao contrário de muitos itens físicos, o conteúdo eletrônico pode levar anos para se decompor e muitas vezes passa despercebido, então os usuários deveriam escolher conscientemente a exclusão.[22]

## Repercussões
A acumulação digital pode levar a problemas potenciais:
- A desorganização digital pode ser mentalmente desgastante, exigindo tempo e atenção. Por exemplo, emails acumulados podem fazer com que a caixa de entrada pareça sobrecarregada, a menos que os e-mails sejam arquivados quando filtrados. O usuário pode perder muito tempo vasculhando emails, o que pode resultar na redução da produtividade dos funcionários.[23]
- A acumulação digital pode criar um apego pouco saudável ao conteúdo digital e fomentar uma espécie de “vício em mídia”.[24] Muitas vezes é bom para a saúde mental abandonar informações inúteis, e a eliminação de dados pode ajudar a eliminar a desordem mental.[25]
- Conteúdo digital excessivo ocupa mais espaço no disco rígido do que merece e pode até exigir a compra de mais armazenamento para o computador ou celular.
- Os farms de servidores usam mais eletricidade porque precisam de mais unidades de disco. A carga extra é especialmente notável em domínios corporativos.[26] Isso aumenta as faturas de eletricidade de um indivíduo ou empresa se for auto-hospedado, e a pegada de carbono, se for armazenado em um servidor.[26]

## Motivações
Nos poucos estudos que examinaram especificamente o acúmulo digital, os participantes citaram como razão para salvar muitos arquivos digitais o fato de que eles não ocupam espaço físico.  Siddick et al. examinaram as pegadas de carbono e água dos data centers localizados nos Estados Unidos. Eles observaram a falta de transparência em relação ao papel dos data centers no gerenciamento de dados, o que obscurece as implicações ambientais dessas centrais aos olhos do público.

## Cobertura da mídia
Muitas séries documentais americanas retratam as lutas de acumuladores compulsivos, como Hoarding: Buried Alive no TLC e Hoarders no A&E . Esses programas popularizaram a conscientização sobre a acumulação de objetos, mostrando as consequências do acúmulo de bagunça. No entanto, esses programas geralmente se concentram na acumulação física. A história da WPTV sobre Larry Fisher, morador de Fort Lauderdale, Flórida, é uma exceção notável. Esse programa focou no acúmulo digital, retratando a recusa de Fisher em deletar qualquer conteúdo digital: ele preferia comprar um computador adicional sempre que esgotava o espaço de armazenamento. A história da BBC News sobre Chris Yurista, morador de Washington, DC, expressa um contraponto a essa perspectiva. O programa retratou Yurista como um “minimalista do século XXI” por viver com quase nenhum bem físico, substituindo por bens digitais sempre que possível.

## Conceitos relacionados
Bagunça digital é um termo frequentemente usado para descrever os artefatos (digitais) resultantes da acumulação digital, mas não deve ser entendido exclusivamente como o resultado da acumulação. A bagunça pode ser criada como um efeito colateral da alta ocorrência de outras atividades do usuário, como os ícones da área de trabalho do computador criados pela instalação frequente de aplicativos. Nesse caso, a desordem não reflete a intenção do usuário de acumular.
Limpeza é frequentemente usado para se referir à atividade pela qual a desordem digital deixa de ser considerada "desordem", seja por ser eliminada, organizada ou pelo reconhecimento de sua importância, deixando assim de fazer parte da "bagunça".
Acumulação excessiva de gadgets é o acúmulo de hardware eletrônico, como computadores, celulares, fios e cabos, videocassetes e DVD players, equipamentos de áudio, roteadores e tablets; pode ocorrer em indivíduos juntamente com a acumulação digital.